# Habediehre
Habediehre ist das Debütalbum der deutschen Brass-Band LaBrassBanda. Das Album erschien im Jahr 2008 beim Independent-Label Trikont, wurde von der Band selbst produziert und im eigenen Tonstudio aufgenommen.

## Allgemeines

### Stil
Nach der Gründung der Band im Februar 2007 entstand nach etwas mehr als einem Jahr das erste Album der fünf Musiker. Es steht exemplarisch für einen Stil, den weder Musikjournalisten, noch die Band selbst genau zu beschreiben wissen. Die Presse sortiert Habediehre manchmal dem „Bayerischen Gypsy Brass“ zu, für andere klingt es jedoch mehr nach „Alpen Jazz Techno“. Sie selbst bezeichnen ihre Stilrichtung als „die Musik, die aus uns raus will“. Die Scheibe beinhaltet sowohl schnellere, technoähnliche, als auch getragene Stücke, die trotz aller Heiterkeit auch ernsthaft sein können. Das Album erschien als CD und als Schallplatte (inklusive kostenlose MP3-Downloads). Das Cover wurde von der Künstlerin Anna Niedhart entworfen.

### Erfolg
Das Album stellte trotz des unmittelbar ausbleibenden Charteintritts einen Riesenerfolg für die Band dar. Ihre Blasmusik für die Clubszene und die gefeierten Liveauftritte bescherten den Chiemgauern eine rasant steigende Bekanntheit, die zu immer größer werdenden Engagements führte. Die zwei Titel Brassbanda und Autobahn wurden auch im Fernsehen verwendet. So ist Brassbanda als Titelsong bei Rick Kavanians Bühnenprogramm Kosmopilot zu hören (ausgestrahlt auf Pro7). Autobahn ist der Eröffnungsjingle des satirischen Wochenrückblicks Nix für ungut des BR. Die steile Erfolgskurve von Habediehre spiegelt sich jedoch hauptsächlich darin wider, dass das nur ein Jahr später erschienene Album Übersee auf Platz 39 der Charts stieg. Durch die wachsende Popularität der Band gelangte Habediehre gut zwei Jahre nach seinem Erscheinen für eine Woche ebenfalls noch in die Charts.

### Texte
Sechs der elf Lieder haben Texte, wovon fünf gesungen und einer gesprochen ist (Sunliachtn). Die restlichen fünf Lieder sind instrumentale Stücke. Die Texte sind ausschließlich in bayerischer Mundart gesungen. Eine wichtige Rolle in den Texten des Albums spielen Beziehungen. Sie lassen den ernsteren Teil des Albums durchblicken. Autobahn und Natalie handeln jeweils vom Ende, beziehungsweise vom Verlauf einer Beziehung. Tubissimo behandelt Probleme einer Beziehung und Sunliachtn fällt nicht nur musikalisch, sondern auch aufgrund seiner inhaltlichen traurigen Stimmung aus dem Rahmen der guten Laune des Albums.

## Titelliste
1. Brassbanda – 3:29
2. Autobahn – 3:39
3. Tubissimo – 4:49
4. Marienkäfer – 3:34
5. Da Dub – 4:31
6. Aussenriess – 3:43
7. Byindi – 4:59
8. Natalie – 3:13
9. Zehnerlfuxa – 2:47
10. Paby – 4:05
11. Sunliachtn – 2:46

## Rezeption
Der ungewöhnliche Stil des Albums kam bei den Kritikern meistens gut an.
Das Songlines Magazine setzte das Album auf Platz zwei der „Top of the World Album“-Liste. Redakteur Lemez Lovas vergab fünf von fünf Sternen und schrieb:

„The production is tight and unobtrusive, letting the phenomenal playing shine through while never overdoing the effects, bells and whistles.“

„Die Produktion ist konsequent und dezent und lässt das phänomenale Spiel [der Band] durchscheinen, während die Effekte und Schnickschnack nie übertrieben werden.“